# Diano d'Alba
Diano d'Alba es una localidad y comune italiana de la provincia de Cuneo, región de Piamonte, con 3.225 habitantes.

## Evolución demográfica
| Gráfica de evolución demográfica de Diano d'Alba entre 1861 y 2001 |
|                                                                    |
| Fuente ISTAT - elaboración gráfica de Wikipedia                    |